# Rhacocleis poneli
Espèce
Synonymes
- Pterolepis poneli (Harz & Voisin, 1987)[2]

Statut de conservation UICN

 LC  : Préoccupation mineure
Rhacocleis poneli, communément appelé Decticelle varoise, est une espèce de sauterelles de la famille des Tettigoniidae.